# Bombus bifarius
Bombus bifarius es una especie de abejorro eusocial del subgénero Pyrobombus. B. bifarius habita en regiones montañosas del oeste de Norteamérica. El nombre específico bifarius se refiere al polimorfismo de color dominante: el morfo o fase nominativo y el morfo nearcticus, presentes en la especie. B. bifarius ha sido identificado como una de las dos especies de abejorros que utilizan feromonas en el reconocimiento de parientes. El otro es Bombus frigidus.

## Taxonomía y filogenia
Bombus bifarius fue descrito por primera vez por Ezra Townsend Cresson en las Actas de 1878 de la Academia de Ciencias Naturales de Filadelfia. Es miembro de la orden Hymenoptera y de la familia Apidae, que también incluye las abejas de las orquídeas, las abejas domésticas y los abejorros. B. bifarius expresa muchos patrones de color importantes, siendo los dos más observados los patrones de color nominativo y nearcticus B. bifarius con el patrón nominado se encuentra desde Colorado hasta el norte, hasta la Columbia Británica, mientras que los patrones de color nearcticus se encuentran principalmente en el oeste de Canadá, Alaska, California, Oregón, Idaho, Montana y Washington. Debido a estos polimorfismos de color y a las diferencias en la estructuración genética entre las poblaciones de B. bifarius en varias localidades geográficas, ha tenido lugar un debate sobre el futuro de la taxonomía de estos dos principales polimorfismos de patrones de color.
Bombus bifarius ha sido identificado como el más similar a las siguientes especies: Bombus ternarius, Bombus huntii, Bombus syvicola, Bombus melanogypus, Bombus sitkensis, y Bombus sandersoni.

## Descripción e identificación
Bombus bifarius tiene un tamaño corporal relativamente pequeño que varía de 8 a 14 mm (0,31 a 0,55 pulgadas) para las obreras y de 15 a 19 mm (0,59 a 0,75 pulgadas) para las reinas, con pelo corto y uniforme que cubre sus cuerpos. Los individuos de B. bifarius expresan múltiples polimorfismos de color; sin embargo, existen muchas similitudes entre estas variantes de color. El pelo del rostro de los individuos de B. bifarius suele ser de color amarillo o blanco y a veces exhibe coloración negra en la parte superior de la cabeza.  En al menos el tercio inferior del tórax, también hay coloración negra. Los miembros posteriores y las cestas de polen pueden ser de color marrón anaranjado o negro, dependiendo de si la tergita metasomal (segmento abdominal) 3 es negra o no.  En la variante de color nominada, las tergitas metasomales dos y tres son rojas, mientras que en la variante de color nearcticus, las tergitas metasomales dos y tres son negras.

## Dimorfismo sexual
Los machos son similares en tamaño a las hembras obreras, oscilando entre 8 y 13 mm (0,31 a 0,51 pulg.). Sus ojos también son similares en tamaño y forma a los de sus contrapartes femeninas, lo que contrasta directamente con otras especies de abejorros. Las coloraciones en sus cuerpos son similares a las de las obreras y la reina; sin embargo, T3 y T6 son más frecuentemente negras en los machos y pueden variar entre negro, rojo y amarillo en las obreras y reinas.

## Nidos
Los nidos de Bombus bifarius se hacen bajo tierra o en la superficie del suelo. Estos nidos suelen ser pequeños y están formados por una única cámara abierta. B. bifarius también puede hacer sus nidos en nidos de roedores abandonados.

## Dieta
Bombus bifarius busca polen y néctar de las siguientes plantas: Aster, Centaurea, Cirsium, Epilobium, Ericameria, Haplopappus, Helenium, Lupinus, Melilotus, Monardella, Penstemon, Ribes, Senecio, Solidago y Symphoricarpos.

## Distribución y hábitat
Bombus bifarius se encuentra en regiones montañosas del oeste de Norteamérica. En los Estados Unidos, se ha encontrado en partes de Alaska, Arizona, California, Colorado, Idaho, Montana, Nevada, Nuevo México, Oregón, Dakota del Sur, Utah, Washington, Wyoming. En Canadá, se ha encontrado en Alberta, Columbia Británica, Manitoba y en territorios del Noroeste, Saskatchewan y Yukón.  B. bifarius vive en varios hábitats, incluyendo campos de hierba abiertos, parques, praderas, arbustos y áreas montañosas.

## Ciclo de colonias
Las colonias se regeneran anualmente, y las reinas salen de la hibernación a principios de la primavera para fundar una colonia, cada reina funda una colonia. Después de emerger, las reinas producen la primera oleada de obreras, iniciando la fase eusocial. En la fase eusocial, la colonia crece y las obreras ayudan a las reinas a expandir el tamaño de la colonia. Eventualmente, la fase eusocial da paso a la fase reproductiva, en la que la descendencia producida es la descendencia sexual. Estas crías salen del nido y se aparean con no compañeros de nido; las jóvenes reinas inseminadas entran en hibernación hasta la primavera siguiente, cuando inician su nueva colonia.

## Comportamiento

### Apareamiento
Las reinas de Bombus bifarius sólo se aparean una vez durante el ciclo de la colonia, preferiblemente con un macho no emparentado. A menudo, la duración de las interacciones de apareamiento entre machos y reinas de B. bifarius es larga, durando hasta cuarenta y cinco minutos.

#### Reconocimiento del parentesco y evitación de la endogamia
Bombus bifarius y Bombus frigidus prefieren aparearse con miembros de otros nidos, por lo que han desarrollado una serie de estrategias para determinar qué individuos son parientes y cuáles no. Por ejemplo, señales ambientales como la proximidad al nido pueden indicar que una hembra reproductiva está relacionada. Sin embargo, no todos los encuentros caen bajo la categoría de señales ambientales; B. bifarius es una de las pocas especies de abejorros que también puede determinar su relación con otros individuos usando métodos individuales.  Por ejemplo, los machos exhiben un comportamiento llamado "patrullaje", en el que marcan senderos específicos con feromonas y "patrullan" estos senderos con la esperanza de encontrar a una hembra reproductora que es atraída por el olor. Las hembras reproductoras son capaces de sentir estas feromonas y se sienten atraídas por ellas.

#### Protección de la pareja
Los machos de Bombus bifarius a menudo compiten por el acceso a las hembras, lo que les ha llevado a desarrollar estrategias para asegurar que completen con éxito el proceso de apareamiento con una reina escogida.  El hecho de que las interacciones de apareamiento sean prolongadas indica que los machos "protegen" a su pareja para asegurar que otros machos no puedan copular con ella. Sin embargo, este comportamiento es costoso, ya que el apareamiento prolongado con una reina significa que los machos en general se involucran en menos interacciones de apareamiento.  Además, la vigilancia del apareamiento inmoviliza a la pareja de apareamiento, haciéndolos más susceptibles a los ataques depredadores.

### Termorregulación en el nido
Los estudios han demostrado que las abejas obreras de B. bifarius son capaces de regular la temperatura del nido; lo hacen de varias maneras, por ejemplo, cambiando las velocidades a las que realizan comportamientos específicos de ventilación del ala e incubación de las celdillas de cría.  Durante la ventilación del ala, los individuos aletean sus alas rápidamente como un medio para enfriar su entorno. En general, a medida que la temperatura del nido aumenta, la tasa de incubación de las células de cría disminuye y el comportamiento de abanico de las alas aumenta dentro del nido.  Sin embargo, estos comportamientos no son exhibidos universalmente por los individuos a las mismas temperaturas; algunos individuos comienzan a incubar a temperaturas más altas que otros y algunos comienzan a abanicar sus alas a temperaturas más bajas que otros.

### Búsqueda de comida
Los estudios han demostrado que B. bifarius se alimenta en direcciones aleatorias cuando busca polen y néctar. Estas abejas tienen mecanismos por los cuales pueden reconocer qué flores ya han visitado. El mecanismo parece ser uno por el cual la abeja ve las flores abiertas y siente cuánta cantidad de polen todavía está disponible en ellas. Por ejemplo, en las flores de Potentilla gracilis, la calidad de la floración puede ser evaluada por B. bifarius a un costo relativamente bajo para el individuo, por lo que trasladarse a las flores vecinas cercanas en lugar de una búsqueda restringida por área produce una mayor inversión de energía por cada insumo de energía.

#### Polinización por zumbido
Bombus bifarius, como muchos otros abejorros, recoge el polen de las flores en un proceso llamado polinización por zumbido. Durante la polinización por zumbido, la abeja hace vibrar las anteras de las flores, sacudiendo así el polen de las anteras que se recogen en los sacos de polen del individuo. Debido a su pequeño tamaño, se sabe que los individuos de B. bifarius cuelgan boca abajo de la flor cuando se dedican a la polinización por zumbido.

#### Búsqueda de néctar
Las obreras de Bombus bifarius tienen proboscides cortas (estructuras similares a lenguas), lo que dificulta la búsqueda de néctar en comparación con los abejorros con proboscides más largas.  Por lo tanto, para recuperar eficazmente el néctar de las plantas, los individuos de B. bifarius a menudo usan sus proboscides cortas para lamer a lo largo de la parte posterior de los conductos de néctar de la planta en cuestión. Esto produce una recompensa menor que las recompensas obtenidas con proboscides más grandes, pero no lo suficientemente pequeña como para hacer que el néctar alimente de manera ineficaz.

#### Especialización en búsqueda de comida
La mayoría de los forrajeadores de la especie B. bifarius buscan tanto néctar como polen; sin embargo, ha habido evidencia de especialización dentro de los forrajeros, con algunos recolectando sólo néctar y otros recolectando sólo polen a lo largo de toda su carrera como buscadores de comida. Los estudios han demostrado que los buscadores de comida que se especializan en recolectar ya sea néctar o polen son capaces de recolectar más alimento que aquellos que no se especializan.